# Šmarjeta pri Celju
Šmarjeta pri Celju je naselje ob severnem robu Celja; del naselja je vključen v ozemlje mesta Celje.

## Prebivalstvo
Etnična sestava 1991:
- Slovenci: 156 (88,1 %)
- Hrvati: 12 (6,8 %)
- Srbi: 2 (1,1 %)
- Neznano: 7 (4 %)